# Логон (река)
Лого́н или Лого́не (фр. Logone) — река в Чаде и Камеруне, левый приток Шари. Длина реки Логон составляет 965 километров. Площадь её бассейна — 78 тысяч км². Средний расход воды в Бонгоре — 540 м³/с.
Исток западного рукава реки Логон находится в восточной части Камеруна, восточного — на территории ЦАР. Оттуда река течёт по территории Центральноафриканской республики и Чада. В её нижнем течении по Логону проходит государственная граница между Чадом и Камеруном. Возле камерунского города Куссери Логон соединяется с рекой Шари, впадающей затем в озеро Чад.

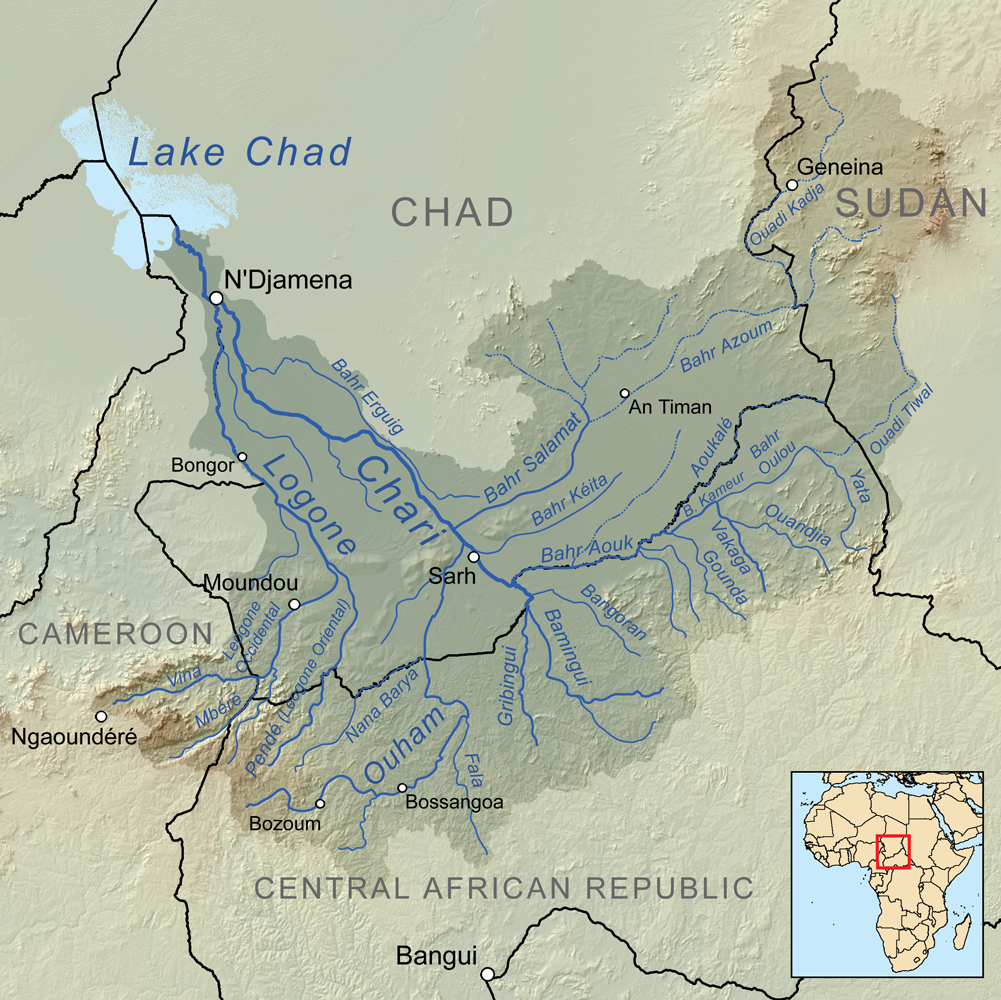
Бассейн рек Шари и Логон.

Один из крупнейших притоков Логона — река Танджиле.
Во время сильных паводков часть вод Логона уходит через временные протоки в верховья реки Майо-Кебби (приток Бенуэ, примечательный водопадами Готьо).
В XVIII—XIX столетиях на восточном берегу нижнего течения Логон народом котоко были созданы несколько султанатов, находившихся в зависимости от империй Борно и Багирми. В настоящее время эти территории входят в состав Камеруна.
По имени реки Логон названы чадские регионы Восточный Логон и Западный Логон.